# Saint-Jean-de-Thouars
Saint-Jean-de-Thouars è un comune francese di 1 391 abitanti situato nel dipartimento delle Deux-Sèvres nella regione della Nuova Aquitania.

## Società

### Evoluzione demografica
Abitanti censiti